# Ахмед, Амр
Амр Ахмед (араб. عمرو محمود‎, англ. Amr Ahmed Mahmoud Mahmoud, род. 4 мая 1986) — египетский шоссейный велогонщик.

## Карьера
С 2006 по 2013 год принял участие в таких гонках как Тур Сенегала, Тур Турции, Тур Марокко, Тур Ливии, Тур Умм-эль-Кайвайни, Ивуарийский тур мира, Тур Фармаце Централе, Гран-при Хабитат Банка, Тур Эритреи, Тропикале Амисса Бонго, Вызов принца, Тур Алании, Тур Словакии. Несколько раз стартовал на чемпионате Африки. Выступил на Чемпионате мира "В" 2007 года и Панарабских играх 2011 года.
В 2007 году дважды стал третьим призёром чемпионата Египта в групповой и индивидуальной гонках. На следующий, 2008 году, в возрасте 21 года добился первой победы на гонках UCI, выиграв Гран-при Шарм-эль-Шейха. 

## Достижения
2007
3-й на Чемпионат Египта — групповая гонка
3-й на Чемпионат Египта — индивидуальная гонка
2008
1-й на Гран-при Шарм-эль-Шейха
2009
2-й на Тур Египта
3-й на Тур Сенегала